# Christina Ackermann
Christina Ackermann (* 6. Februar 1990 in Oberstdorf als Christina Geiger) ist eine ehemalige deutsche Skirennläuferin. Sie gehörte dem A-Kader des Deutschen Skiverbandes an und war auf die technischen Disziplinen Slalom und Riesenslalom spezialisiert.

## Biografie
Ackermann bestritt ihre ersten FIS-Rennen im Dezember 2005 und konnte sich vier Monate später erstmals unter den besten zehn platzieren. Im Europacup fuhr sie ihre ersten beiden Rennen im Februar 2007 und ging ab der Saison 2007/08 regelmäßig an den Start. Im Jahr 2008 startete sie bei den Juniorenweltmeisterschaften im spanischen Formigal und erreichte dort als bestes Resultat Rang 7 im Slalom. Den ersten Podestplatz im Europacup erreichte die Deutsche beim ersten Slalom der Saison 2008/09 am 23. November in Funäsdalen und feierte wenige Wochen später in Schruns ihren ersten Sieg.
Nach diesen Erfolgen durfte Ackermann am 29. Dezember 2008 beim Slalom in Semmering erstmals im Weltcup starten, qualifizierte sich aber nicht für den zweiten Durchgang. Doch nur eine Woche später erreichte sie in ihrem zweiten Weltcuprennen, dem Slalom von Zagreb, bereits den 15. Platz. In der folgenden Saison 2009/10 fuhr sie im Slalom von Aspen auf Rang acht, was ihr bis dahin bestes Weltcupergebnis bedeutete. Dieses Ergebnis konnte sie am 29. Dezember 2009 beim Slalom in Lienz wiederholen. Bei den Juniorenweltmeisterschaften 2010 gewann sie im Slalom in Chamonix die Goldmedaille. Sie konnte sich durch die Ergebnisse im Skiweltcup für die Olympischen Winterspiele 2010 in Vancouver qualifizieren und in einer internen Ausscheidung in Kanada zusammen mit Fanny Chmelar für den Einsatz im Olympischen Slalom am 27. Februar 2010 gegen Katharina Dürr durchsetzen, die nur als Ersatzskifahrerin fungierte. In diesem Wettbewerb belegte sie den 14. Platz.
Am 29. Dezember 2010 fuhr Ackermann im Slalom von Semmering auf den dritten Platz und erzielte damit ihre erste Podestplatzierung in einem Weltcuprennen. Bei den Weltmeisterschaften 2011 in Garmisch-Partenkirchen wurde sie im ersten Slalomdurchgang nach einem Torfehler disqualifiziert. Wie schon in der Saison 2010/11 fuhr Ackermann auch im Winter 2011/12 in zwei Weltcupslaloms unter die besten zehn, wobei sie eine weitere Podestplatzierung als Vierte in Lienz nur knapp verfehlte.
Nach einigen schwächeren Jahren, in welcher Ackermann auch verletzt war, konnte sie im Winter 2016/17 wieder Anschluss an die Weltspitze finden und beendete die Saison als 14. der Slalomwertung. Zudem nahm sie an den Weltmeisterschaften 2017 in St. Moritz teil, jedoch schied sie dort im ersten Durchgang aus. Beim City Event im Januar 2018 in Stockholm belegte sie den 5. Platz. In Vorbereitung auf die Olympischen Spiele 2018 belegte sie beim Slalom in Kranjska Gora den 7. Platz. Bei den Olympischen Spielen in Pyeongchang fuhr Ackermann im zweiten Lauf nach einem Stich im Sprunggelenk raus und gab auf. Die Saison 2018/19 begann mit einem 5. Platz in Zagreb und einem 6. Platz in Flachau vielversprechend. Die Saison fand ihren Höhepunkt schließlich beim City Event von Stockholm, bei welchem sie sich lediglich der Dominatorin des Winters, Mikaela Shiffrin geschlagen geben musst und somit ihren zweiten Podestplatz in einem Weltcup-Einzelrennen feiern konnte.
Auch in der folgenden Saison 2019/20 konnte sie Top-10-Ergebnisse einfahren. Beim Slalom von Killington schrammte sie als Vierte nur knapp am Podium vorbei. Nach dem Saisonende gab sie am 15. März 2020 via Instagram ihren Rücktritt vom alpinen Skirennsport bekannt.

## Privates
Christina Ackermann kommt aus einer sportlichen Familie, ihr Vater, Jürgen Geiger, spielte selbst Eishockey beim SC Oberstdorf. Ihr jüngerer Bruder Andi Geiger war zunächst Skispringer, bevor er zum Fußball wechselte. Mit dem deutschen Skispringer Karl Geiger, der ebenfalls Mitglied des SC Oberstdorf ist, und dem nordischen Kombinierer Vinzenz Geiger ist sie hingegen nicht verwandt. Neben dem Skirennsport spielt sie Volleyball, fährt gerne Rad und ist begeisterte Wasserskifahrerin. Sie ist Sportsoldatin.
2017 ließ sich Ackermann für die März-Ausgabe des Männermagazins Playboy ablichten. Sie heiratete im Mai 2019 und ging seither unter ihrem neuen Namen Ackermann an den Start. Im Juli 2020 gab sie ihre Schwangerschaft bekannt, ihr erstes Kind wurde im Januar 2021 geboren.

## Erfolge

### Olympische Winterspiele
- Vancouver 2010: 14. Slalom
- Sotschi 2014: DSQ1 Slalom

### Weltmeisterschaften
- Garmisch-Partenkirchen 2011: DSQ1 Slalom
- Schladming 2013: DNF1 Slalom
- St. Moritz 2017: 9. Teamwettbewerb, DNF1 Slalom
- Åre 2019: 4. Mannschaftswettbewerb

### Weltcup
- 6 Platzierungen unter den besten fünf in Einzelrennen, davon 2 Podestplätze

### Weltcupwertungen
| Saison  | Gesamt | Gesamt | Slalom | Slalom | Parallel | Parallel |
| Saison  | Platz  | Punkte | Platz  | Punkte | Platz    | Punkte   |
| ------- | ------ | ------ | ------ | ------ | -------- | -------- |
| 2008/09 | 98.    | 25     | 37.    | 10     | –        | –        |
| 2009/10 | 39.    | 187    | 10.    | 187    | –        | –        |
| 2010/11 | 50.    | 125    | 17.    | 125    | –        | –        |
| 2011/12 | 44.    | 167    | 16.    | 167    | –        | –        |
| 2012/13 | 53.    | 127    | 20.    | 127    | –        | –        |
| 2013/14 | 57.    | 98     | 20.    | 98     | –        | –        |
| 2014/15 | 83.    | 31     | 35.    | 31     | –        | –        |
| 2015/16 | 65.    | 95     | 21.    | 95     | –        | –        |
| 2016/17 | 48.    | 158    | 14.    | 158    | –        | –        |
| 2017/18 | 44.    | 180    | 16.    | 180    | –        | –        |
| 2018/19 | 30.    | 277    | 8.     | 277    | –        | –        |
| 2019/20 | 42.    | 149    | 9.     | 129    | 23.      | 20       |

- 3 Podestplätze bei Mannschaftswettbewerben

### Juniorenweltmeisterschaften
- Formigal 2008: 7. Slalom, 25. Riesenslalom
- Chamonix 2010: 1. Slalom

### Europacup
- Saison 2008/09: 2. Slalomwertung
- Saison 2010/11: 5. Slalomwertung
- Saison 2015/16: 8. Slalomwertung
- 12 Podestplätze, davon 4 Siege:

| Datum             | Ort       | Land       | Disziplin |
| ----------------- | --------- | ---------- | --------- |
| 17. Dezember 2008 | Schruns   | Österreich | Slalom    |
| 27. Januar 2010   | Gressoney | Italien    | Slalom    |
| 18. Januar 2011   | Tarvis    | Italien    | Slalom    |
| 2. März 2011      | Jasná     | Slowakei   | Slalom    |

### Weitere Erfolge
- 2 deutscher Meistertitel (Slalom 2011 und 2016)
- 1 Sieg im Nor-Am Cup
- 3 Siege in FIS-Rennen